# Домашлин
Домашли́н (укр. Домашлин) — село в Корюковском районе Черниговской области Украины.
Село занимает площадь 2,333 км².

## Население
Население села составляет 505 человек.

## Известные уроженцы
- Славороссов, Харитон Никанорович (1886—1941) — один из первых русских лётчиков.

## Власть
Орган местного самоуправления — Домашлинский сельский совет.
Адрес местного совета: 15362, Черниговская обл., Корюковский р-н, с. Домашлин, ул. Молодёжная, 22..